# Řád ozubeného kola
Řád ozubeného kola je česká náboženská společnost s recesistickými rysy, která začala působit v České republice v březnu 2011, ač jedním z jejích článků víry je, že je známo, že řád (Řád) existuje od nepaměti. Základní dokument společnosti se nazývá „Řád Řádu ozubeného kola“, má 22 článků a jeho verze zveřejněná na webu řádu není datována. Na webu Řádu je jako ústřední myšlenka v záhlaví zvýrazněno motto „ŘÁD uznává právo výsměchu jako přirozenou a odvěkou protiváhu každé moci…“ Ve znaku má Řád desetizubé červené ozubené kolo podobné šestnáctizubému, jaké používala Dělnická strana, nyní rozpuštěná, a to v černo-červené pozitivní i negativní variantě s bílým rozhraním mezi barevnými plochami, v novějších variantách doplňované texty „Buď ozuben! – vždy ozuben!“ nebo „Mladí a ozubení“. Zmocněncem přípravného výboru, který se účinností registrace má stát prvním velmistrem, je Marek Hirato, právník a člen ODS, předseda občanského sdružení Pomáhat a chránit na obranu občanů proti policejní zvůli, který v minulosti vedl spory mimo jiné s ministerstvem vnitra a inspekcí ministra vnitra. Druhým zakladatelem je podle svého tvrzení a podle MF Dnes aktivista a bloger Tomáš Pecina. Jméno třetího člena přípravného výboru nebylo zveřejněno. 17. března 2011 začal přípravný výbor prostřednictvím webu Řádu sbírat podpisy k žádosti o registraci.

## Historie

### Založení
Nápad na založení řádu podle Tomáše Peciny vznikl necelé dva měsíce před 21. dubnem 2011. Logo inspiroval podle něj Michal Mazel, který ve znaleckém posudku vypracovaném jménem čerstvě vzniklého Ústavu kriminalistiky a forenzních disciplín soukromé Vysoké školy Karlovy Vary v procesu s Dělnickou stranu před Nejvyšším správním soudem dokazoval její nacistickou inspiraci a tedy trestnost i tím, že zobrazení ozubeného kola nápadně připomíná logo nacistické odborové organizace z 20. let 20. století s názvem Německá pracovní fronta.
Název řádu podle Peciny inspiroval předseda severočeské organizace DSSS Petr Kotáb, který veřejně prohlásil, že při sčítání lidu vyplní jako náboženské vyznání Řád ozubeného kola.
Nápad zaregistrovat novou náboženskou společnost měl podle Tomáše Peciny dva rodiče, a to Tomáše Pecinu a Marka Hirata, kteří se shodli na mnoha aspektech idiocie Mazlova názoru. Tomáš Pecina vytvořil web a symboliku, Marek Hirato základní dokumenty. Poté začali sbírat podpisy nutné k žádosti o registraci. Podle Peciny je strana zjevnou recesí, podobnou Haškově Straně mírného pokroku v mezích zákona, a různé drobnosti, leckdy parodující zavedené církve, podtrhují recesistický charakter Řádu. Podle Marka Hirata jde o velmi, ale opravdu velmi vážnou věc, v žádném případě se nejedná o provokaci vůči státním úřadům, které se vůči DS zachovaly protiprávně.
17. března 2011 zveřejnil Řád na nově založeném webu podpisové archy k podpoření žádosti o registraci.

### Procesí
V pátek 17. června 2011 od půl jedenácté večer prošlo Krupkou první procesí Řádu ozubeného kola, svolané velmistrem Markem Hiratem. Účastníci, nazývaní Ozubenci, měli mít bílé a černé oblečení, pohodlné (běžecké) boty, pochodeň a u sebe naprosto žádné symboly, nápisy, zbraně či čísla, zejména ne 18, 88 a jejich lineární kombinace. Procesí podle MF Dnes připomínalo dětský maškarní průvod a účastnili se ho stejní lidé, kteří chodí na akce Dělnické strany sociální spravedlnosti. Účastnilo se ho 11 lidí, převážně mladých, mezi nimi velmistr řádu Marek Hirato (středního věku) a podle MF Dnes i například místopředsedkyně Dělnické mládeže Lucie Šlégrová (spolupracovník serveru ROMEA uváděl pouze psa, který by měl patřit Lucii Šlégrové). 10 účastníků (mimo velmistra) si nasadilo bílé masky a se zapálenými loučemi šli potichu k památníku 313 obětí pochodu smrti (50°40′16″ s. š., 13°51′42″ v. d.), u nějž se sešli. K průvodu se podle MF Dnes přidalo asi deset rozjařených puberťáků. Velmistr přitom zdravil kolemjdoucí „Buď ozuben“ a na konci pronesl stručný projev, v němž přítomné uvítal na náboženském, radostném setkání, a na závěr vydal několik stručných organizačních pokynů. Radostnost setkání zdůvodnil tím, že se mu narodila dcera. Poté se účastníci seřazeni do dvojic vydali na spodní sídliště (nikoliv na horní sídliště Maršov, kde prý byli některými Romy očekáváni), kde si sundali masky a zakouřili si či kolem 23. hodiny zmizeli v jednom z domů.
Policie procesí monitorovala, ale nezasáhla, protože k tomu neshledala důvod. E-zin Eurozprávy oznámení o procesí interpretoval tak, že Krupkou budou znovu pochodovat neonacisté. Religionista Hoblík pro MF Dnes řekl, že když někdo dělá pochod s pochodněmi na svátek Adolfa, je asociace zřejmá. Miroslav Brož z iniciativy „V Ústí neonacisty nechceme“ připustil, že tato akce je napůl recesí, ale zároveň se tím ukazuje, že je možné beztrestně kdykoliv a kdekoliv bez ohlášení pochodovat s maskou na obličeji a zapálenou pochodní a je to možné obhajovat jako náboženskou svobodu.

## Trestní stíhání velmistra
V pátek 12. srpna 2011 se konalo v Třebíči procesí řádu. Po skončení akce si kolem 23. hodiny Marka Hirata s bílou maskou, bílými rukavicemi a fotoaparátem na krku a ještě druhé, menší postavy v černé kukle s otvory všimlo několik vedoucích sportovního soustředění u Domu dětí a mládeže v parku na Hrádku a z obav o děti se dva vedoucí snažili jej z parku vykázat. Poté, se Marek Hirato oba muže vyfotografoval a zdůvodnil to tím, že je to hra, ho jeden z vedoucích obvinil z fotografování spících dětí a dožadovali se ukázání nafocených snímků, při potyčce upadli na zem a Marek Hirato ho následně pořezal nožem, ohrožoval jednoho z nich špičatou tyčí a vyhrožoval jim pistolí. Podle mluvčí policie bylo zahájeno trestní stíhání pro přečiny výtržnictví a nebezpečného vyhrožování Podle iDnes.cz vytáhl nůž i na přivolané strážníky a ti u něj pak při prohlídce našli sedm nožů a maketu pistole.
Podle citovaného usnesení o zahájení trestního stíhání byl Marek Hirato již v roce 2010 pravomocně odsouzen pro přečin výtržnictví k peněžitému trestu 25.000 Kč s náhradním trestem odnětí svobody na 4 měsíce.
Marek Hirato (původním příjmením Stejkoza) byl dne 10.7.2013 odsouzen Okresním soudem v Třebíči k trestu odnětí svobody v trvání 5 let ve věznici s ostrahou za uvedené jednání, kvalifikované jako pokus o těžké ublížení na zdraví, nebezpečné vyhrožování a výtržnictví. Soud přitom přihlédl k předchozím odsouzení za nedovolené ozbrojování a za výtržnost (v roztržce vytáhl na protivníka penis a hrozil, že ho pomočí. Rozsudek nenabyl právní moci..

## Poslání
Posláním Řádu je přispívat k vytváření a k rozvíjení kulturních a mravních hodnot společnosti v rámci Řádu, České republiky i v zahraničí. Cílem Řádu je zvyšování duchovní a mravní úrovně jednotlivců i společnosti při respektování domácích i světových tradicí náboženské svobody. K naplnění tohoto poslání stanoví Řád Řádu úkoly jako napomáhat rozvíjení a prohlubování duchovního života Řádu, udržovat soulad a řád mezi náboženstvím a všeobecným pokrokem, uplatňovat dobrou vůli a vzájemnou snášenlivost mezi lidmi, usilovat o mravnost, úctu k životu a úctu k rodině, vést k harmonickému rozvoji lidské osobnosti, šířit základní články víry, zásady a myšlenky Řádu, aktivně bránit pospolitost řádu proti jakékoli diskriminiaci, ostrakizaci a bátorismu, chránit památku zemřelých členů Řádu, a uplatňovat výkon zvláštních práv a povinností registrovaných církví a náboženských společností, budou-li Řádu přiznána.

## Učení
Učením řádu je víra, že existuje řád vesmíru, přesahující lidský rozměr, jehož podstata může být různě nazývána, například Bůh nebo Nejvyšší skutečnost, a o němž je známo, že existuje od nepaměti. Členové Řádu pojem Boha blíže neurčují, mohou si ho však představovat různým způsobem s důrazem na vlastní duchovní zkušenost. Důležitým projevem víry je znázorňování symbolu Řádu, přičemž Řád uznává zjevení prvotního symbolu Mechanismu z Antikythéry.
Svatými místy zjevení symbolu Řádu jsou Býčí skála v Moravském krasu, Plešivec v Brdech, Antikythéra a Půlnoční zbrojnice pokladů (Shiro Okayama).
Řád se výslovně hlásí k evropskému antitrinitářskému a nominalistickému proudu a odmítá dogmata a náboženský fanatismus. Členové uplatňují svobodu přesvědčení a náboženskou toleranci a činnost rozvíjejí v souladu se všeobecnými principy etiky, humanismu, úcty k životu a rodině, přírodě a služby bližním.
Jako své myšlenkové inspirátory uvádí "Archimédése" ze Syrakus, "Hipparchose" z Nikaie, "Poseidóniose" z Apameie, Heróna z Alexandrie, Ježíše Nazaretského a rovněž učení jiných náboženství, filosofů a duchovních mistrů minulosti a přítomnosti.
Řád uznává právo výsměchu jako přirozenou a odvěkou protiváhu každé moci a uznává právo na odpor ve smyslu článku 23 Listiny základních práv a svobod.

## Organizace
Řád je podle svého řádu samostatná, správně i duchovně nezávislá právnická osoba a jeho organizační uspořádání a působení je demokratické. Sídlem Řádu je Ústředí Řádu, které se nachází v Hořovicích (na stejné adrese, kde v letech 2006–2008 působil internetový obchod M. Hirata nabízející punčochy ve spreji a tělový make-up).
Nejvyšším orgánem Řádu je valné shromáždění, tvořené členy Řádu. Bez hlasovacího práva mohou být na valném shromáždění přítomni příznivci Řádu. Valné shromáždění svolává velmistr vždy v první polovině každého kalendářního roku. Valné shromáždění schvaluje a může měnit zásadní dokumenty církve včetně jeho základního dokumentu (Řádu) a vnitřních předpisů. Dále rozhoduje o předložených návrzích, schvaluje zprávy orgánů Řádu o jejich činnosti a přijímá příslušná opatření, kontroluje, posuzuje a schvaluje hospodářskou činnost náboženské společnosti a volí tajnou volbou doživotního velmistra. Je usnášeníschopné při přítomnosti nadpoloviční většiny členů a rozhoduje nadpoloviční většinou přítomných.
V čele Řádu stojí doživotně velmistr, který je neodvolatelný, smí však složit rezignaci do rukou valného shromáždění, jemuž je ze své činnosti odpovědný. Je statutárním i výkonným orgánem Řádu (vykonává úkoly uložené Řádem a valným shromážděním) a zároveň nejvyšší autoritou v otázkách víry, v nichž je podle Řádu Řádu neomylný, a jedinou osobou, která smí mluvit za Řád nebo k tomu pověřit jiného člena, což činí propůjčením prstenu velmistra. Při hlasování má právo veta. Velmistr rovněž řeší spory v Řádu a proti jeho rozhodnutí není odvolání. Velmistr přijímá i vylučuje členy, čestné členy a příznivce řádu a vede jejich centrální evidenci, a to v souladu s právními předpisy o ochraně osobních údajů. Dále jmenuje a odvolává duchovní a hospodáře, vyučuje duchovní vědu a uvádí je do funkce. Rozhoduje též o vzniku a zániku členství Řádu v mezinárodních organizacích, jejichž program neodporuje Řádu Řádu. Rozhoduje o způsobu likvidace majetku v případě zániku Řádu. Stanoví kaple, modlitebny a mobilní modlitebny.
Prvním velmistrem se v okamžiku nabytí právní moci registrace Řádu stává zmocněnec přípravného výboru, což podle zveřejněného návrhu Řádu Řádu je pan Marek Hirato, trvalým pobytem z Berouna. Po smrti nebo rezignaci velmistra se musí do 30 dnů konat valné shromáždění řádu, svolané prvně jmenovaným duchovním řádu, který nese titul „mistr“. Velmistrem může být jen osoba starší 36 let, volit velmistra mohou jen členové starší 18 let. Úcta mistrovi se projevuje oslovením „Vaše Ozubenosti“, velmistrovi „Vaše Velkoozubenosti“.
Velmistr si může k plnění běžných úkolů zvolit z členů Řádu tří- až sedmičlenný výkonný výbor, který je mu ze své činnosti odpovědný. Pro řešení speciálních úkolů smí velmistr ustanovit rady nebo komise složené z odborníků na daný úkol.
Duchovním řádu může být osoba, která je členem řádu nejméně jeden den, dosáhla stanoveného vzdělání (to provádí velmistr), má mravní a duchovní způsobilost a osobní předpoklady k duchovnímu vedení společenství. Duchovní jmenuje i odvolává velmistr. Duchovní je vázán jednat v duchu tradice a poslání řádu a poskytovat duchovní službu, při níž je vázán důvěrností osobního sdělení, a pečovat o kvalitu duchovního života členů. Duchovními jsou i mistr a velmistr. K činnosti duchovních patří zabezpečovat nedělní a jiná duchovní shromáždění, podílet se na činnosti Řádu, vykonávat vzdělávací činnost a sám si soustavně doplňovat své vzdělání, vykonávat poradenskou, duchovně podpůrnou a pastorační činnost, přičemž výslovně je v Řádu Řádu zmíněno udržování kontaktu se staršími a nemocnými členy a návštěvy v nemocničních, sociálních a vězeňských zařízeních.
Řád Řádu přiznává Řádu právo vlastnit majetek a hospodařit s ním, přičemž výtěžek má sloužit k financování náboženské činnosti na základě principu samofinancování. Prostředky získává z dobrovolných příspěvků členů, z darů a sbírek na duchovních a jiných shromážděních, z odkazů fyzických osob i institucí, z působení v oblasti vzdělávání, kultury a vydavatelské činnosti, z pronájmu majetku, z příjmů z prodeje majetku a z vládních i nevládních dotací a grantů.

## Členství
Členem může být každý, kdo není členem jiné církve, náboženské společnosti nebo společenství, jejichž ideje nebo učení jsou v rozporu s řádem Řádu. Čestné členství uděluje velmistr zvlášť zasloužilým osobnostem s jejich souhlasem. Příznivcem Řádu může být každý, kdo se nechce nebo nemůže stát členem, ale chce podporovat Řád a účastnit se jeho činnosti. Nezletilé osoby, osoby nesvéprávné a osoby starší patnácti let se mohou stát členy nebo příznivci řádu pouze na základě souhlasu zákonného zástupce. Všechny tři stupně členství uděluje i odnímá velmistr. Členové, čestní členové a příznivci mají právo účastnit se veškeré náboženské činnosti Řádu, právo účastnit se valného shromáždění, právo na přístup k informacím týkajícím se činnosti Řádu a povinnost dbát na dobré jméno Řádu. Členové mají navíc povinnost dodržovat Řád Řádu, dle svých možností Řád finančně podporovat, zachovávat úctu k duchovním řádu a právo hlasovat ve valném shromáždění. Kteréhokoliv stupně členství se může dotyčný kdykoliv vzdát (vystoupit, rezignovat); velmistr smí kohokoliv zbavit členství, čestného členství nebo statusu příznivce. Členství a status příznivce zaniká též smrtí, čestné členství nikoliv.

## Reakce
IDnes.cz 20. dubna 2011 informovala, že podpisový arch Řádu ozubeného kola se objevil na webových stránkách DSSS po Severní Čechy a žádost o registraci řádu podepsal předseda severočeské organizace DSSS Petr Kotáb, z čehož redaktorka vyvozovala, že řád má sloužit k legalizaci extremistických provokací v problémových městech, protože církve nemusí žádat o povolení pro svá shromáždění. Tento výklad podpořil politolog Miroslav Mareš, který připustil, že to může být reakce na využití tohoto ustanovení odpůrci DSSS v Krupce a Novém Bydžově, kde protestní shromáždění zaštítili duchovní. Petr Kotáb odmítá názor, že by náboženská společnosti vznikala účelově k zaštítění DSSS na veřejných akcích. Rovněž velmistr Řádu ozubeného kola Marek Hirato napojení řádu na DSSS odmítl a uvedl, že on sám je členem ODS. Hirato rovněž odmítl souvislost symbolu řádu se symbolikou DSSS s poukazem na přímou inspiraci mechanismem z Antikythéry. Parlamentní listy téhož dne informace a názory z iDnesu víceméně převzaly. Dělnická strana sociální spravedlnosti ještě téhož dne na oba články reagovala vyjádřením svého výkonného výboru, ve kterém důrazně odmítla tezi, podle níž se podílí na zakládání řádu nebo je s ním spojena, a zároveň uvedla, že náboženská víra či nevíra jejích členů je individuální věcí jednotlivců. Záležitost strana vnímá spíše jako aprílovou recesi, kterou bohužel ne každý jako vtip pochopil.
21. dubna 2011 iDnes.cz a MF Dnes zveřejnila v regionální rubrice rozhovor téže redaktorky, která psala článek předchozího dne, s Markem Hiratem a shrnutí názorů, které k této věci na svém blogu napsal údajný druhý zakladatel Řádu, Tomáš Pecina. Tentokrát redaktorka uvedla, že se oba zakladatelé snaží vystupovat jako recesisté, kterým nedochází, že si vybrali snadno zneužitelné téma.
21. dubna 2011 uveřejnil článek o Řádu a rozhovor s Markem Hiratem také zpravodajský server První zprávy. Shrnul hlavní motivy webu a poukázal na to, že ozubené kolo měli ve znaku například rotariáni nebo politické strany DS a DSSS. Uvedl, že velmistr Marek Hirato je advokátem, který žil několik let v Japonsku, a dlouholetým členem ODS, blízkým pravicovému křídlu Vlastimila Tlustého a Jana Schwippela, protivníkem Mirka Topolánka i Ivana Langera.
26. dubna 2011 věnovaly Televizní noviny TV Nova svou první reportáž („Extremisté vyzráli na policii“) tomu, že odborníci na extremismus údajně vyzvali vládu ke změně shromažďovacího zákona, v němž není obsažena ohlašovací povinnost pro náboženská shromáždění. Zmíněn byl případ z Nového Bydžova, kdy této mezery údajně zneužili anarchisté v Novém Bydžově, a na závěr reportáže i starší případ pravoslavného kněze Libora Halíka (televizí nejmenovaného a označeného za „fanatika“), který před brněnskou porodnicí Na obilním trhu pravidelně protestuje proti potratům. Na pozadí reportáže běžely screenshoty stránek Řádu ozubeného kola a zmínku o Řádu ozubeného kola uvedl reportér Josef Svoboda slovy, že „nápad si přivlastnil i druhý tábor“ než anarchisté, přičemž Řád sice vypadá na první pohled jako aprílový žertík, ale „podle expertů může přidělat policistům pořádné vrásky na čele“. Toto tvrzení následovaly úryvky vyjádření právníka Tomáš Čermák a politologa Miroslava Mareše, kteří však Řád ozubeného kola nezmiňovali a pouze konstatovali obecný právní stav, přičemž pouze Miroslav Mareš vyjádřil potřebu jej změnit, a místopředsedy sněmovního výboru pro obranu a bezpečnost Jana Vidíma, který se zatím se zneužíváním náboženských shromáždění extremisty nesetkal, ale pokud by k němu docházelo, bylo by podle něj třeba na to reagovat například zpřísněním způsobu registrace náboženských uskupení. Podle reportéra TV NOVA Josefa Svobody propojení Řádu s Dělnickou stranou není třeba složitě dokazovat, protože „nábor nových členů probíhá přímo na stránkách dělnické mládeže“, což televize ilustrovala screenshotem a částečnou citací textu, který byl na stránku Dělnické mládeže Sever překopírován ze stránky Řádu. Jak velmistr řádu Marek Hirato, tak lídr DSSS Tomáš Vandas se od vzájemného vztahu obou organizací jednoznačně distancovali. Na závěr reportér Svoboda konstatoval, že Řád už nasbíral 300 podpisů potřebných k registraci, a vyvodil z toho, že náboženské setkání může proběhnout třeba na 1. máje, kdy se příznivci Dělnické strany chystají na pochod „brněnským Bronxem“.
V červnu 2011 věnoval řádu J. X. Doležal článek v Reflexu č. 24. Vyjádřil názor, že řád přitahuje neonacisty i tím, že na úvodní straně používá slovo „odpor“.
Dělnická strana sociální spravedlnosti 1. srpna 2011 zveřejnila prohlášení, že v reakci na tzv. procesí Řádu ozubeného kola v Mostě dne 29. 7. považuje za nutné oznámit, že se nejedná o žádnou akci DSSS, a že považuje současnou činnost tzv. Řádu za obyčejnou provokaci a snahu zdiskreditovat opoziční politický subjekt v očích veřejnosti. S poukazem na členství Marka Hirata v ODS vyzval Tomáš Vandas občanské demokraty, aby si udělali pořádek ve vlastních řadách a netolerovali pochybné aktivity osob, které jsou směsicí bláznovství a narcismu.